# Нои Вали
Нои Вали или Долината Нои (Noe Valley, Нои се римува с „мои“) е квартал в град-окръг Сан Франциско, щата Калифорния, САЩ. Нои Вали се намира в географския център на Сан Франциско. На север граничи с квартала „Кастро“, а на изток с квартала „Мишън“.